# Castiglione dei Pepoli
Castiglione dei Pepoli ist eine italienische Gemeinde, die in der Region Emilia-Romagna 57 Kilometer südlich der Stadt Bologna liegt, mit der sie durch die Landstraße Val di Setta und andere Autobahnschlagadern verbunden ist. Die Gemeinde zählt 5462 Einwohner (Stand 31. Dezember 2023), hat eine Fläche von 65,8 Quadratkilometer und liegt 691 Meter über dem Meeresspiegel. Sie ist Mitglied der Comunità Montana Cinque Valli Bolognesi und liegt am Fluss Setta.

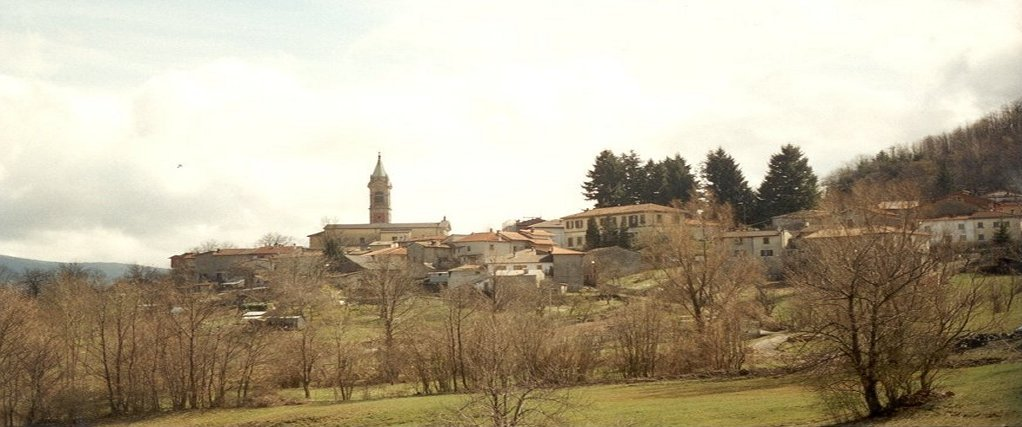
Blick auf das Dorf Baragazza

Der Hauptort liegt auf dem Bergkamm des Monte Gatta; rundum dehnt sich ein ziemlich breites und in Ortschaften geteiltes Gebiet aus, darunter Baragazza, Lagaro und Roncobilaccio. Die natürlichen Grenzen des Gemeindegebiets werden im Süden vom Apenninbogen abgegrenzt, der von der Ortschaft San Giacomo bis zum Brasimone-See reicht, im Westen bis zum Setta-Bach, im Norden bis zum Zusammenfluss der Brasimone und der Setta östlich des Brasimone.

## Geschichte
Der Hauptort ist römischen Ursprungs. Der Name entstammt dem lateinischen castellum, einem Diminutiv von castrum (Militärgelände), dessen Existenz dennoch erst kurz nach dem Jahre 1000 bezeugt wurde. Bis zum 19. Jahrhundert wurde sein Name von der Bezeichnung Dei Gatti begleitet: Die Vermutungen über die Bedeutung sind auf eine alte Bezeichnung für das Wort Wald zurückzuführen (Keltisch gatt und Langobardisch gauta).
Die heutige Bezeichnung dei Pepoli entstammt einem königlichen Dekret von 1830, in dem das adlige Familienhaus von Bologna der Pepoli genannt wurde. Das Gebiet gehörte lange Zeit den Grafen Albertis aus Prato und Mangona. Wegen der wiederholten und heftigen Angriffe der nahen Städte Bologna und Florenz, welche die Albertis nicht abwehren konnten, wurde das ganze Gebiet 1340 von den Albertis an die Pepolis von Bologna übergeben.
Eigentlich herrschten auf dem Gemeindegebiet bis Mitte des 15. Jahrhunderts zunächst Bologna und dann Florenz. Die feudale Gewalt der Pepoli dauerte bis zur napoleonischen Zeit, während der sie auf die Republik schworen. Kurz danach (1797) wurde der Feudalismus abgeschafft und der Bezirk der Cispadanischen Republik einverleibt. 1810 war er unter der Verwaltung von Vergato und danach folgte er den Ereignissen des Napoleon bis zum Wiener Kongress, nach dem es dem Kirchenstaat zugeschlagen wurde.
1859 kam die Gemeinde an das Königreich Italien.

## Söhne und Töchter der Gemeinde
- Leo Nucci (* 1942), Kammersänger